# Guor Marial

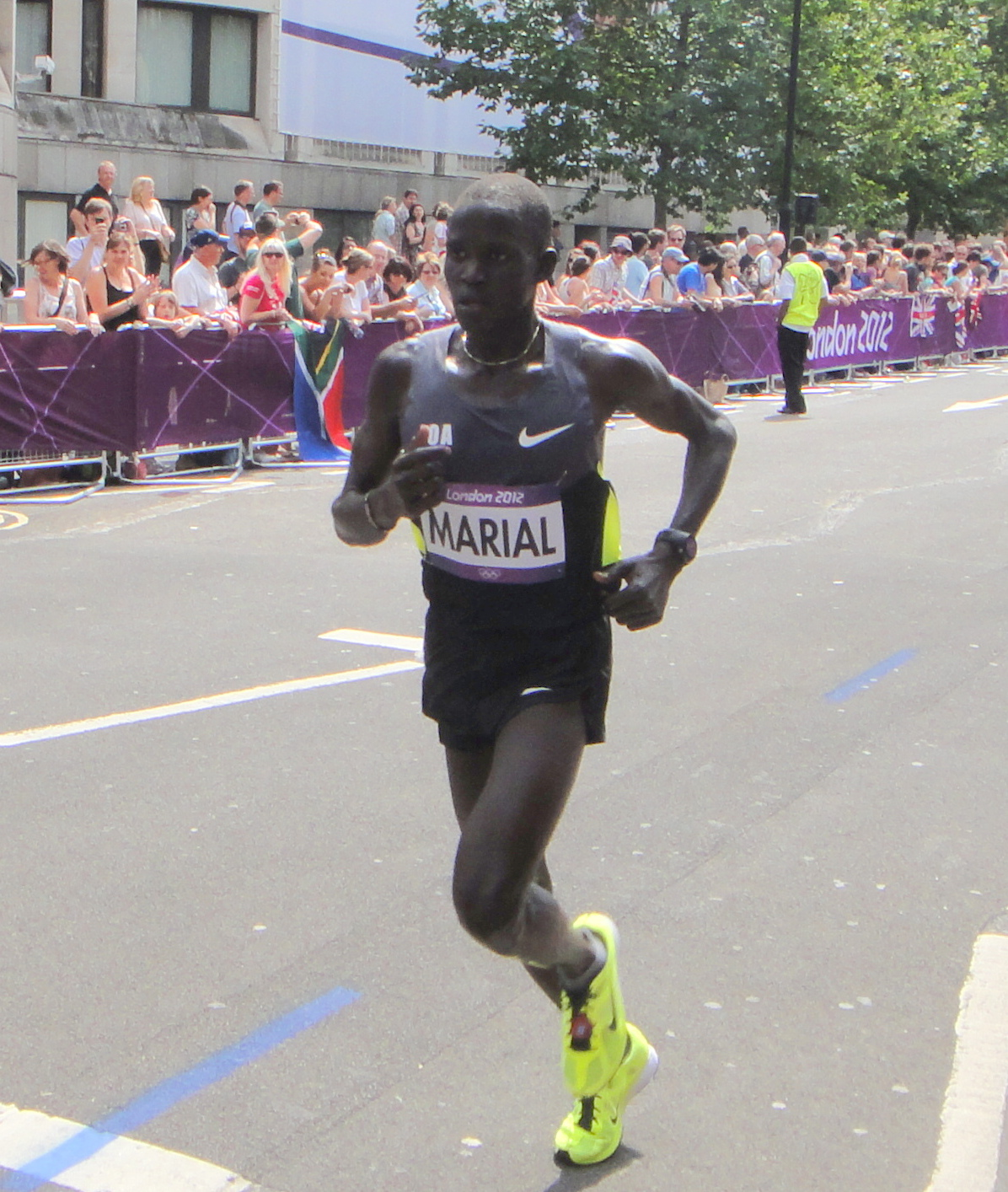
Guor Marial beim olympischen Marathon 2012

Guor Marial (* 15. April 1984 in Panrieng) ist ein Marathonläufer, der bei den Olympischen Spielen 2012 als unabhängiger Teilnehmer antrat, da der 2011 gegründete Südsudan noch nicht über ein Nationales Olympisches Komitee verfügte und daher offiziell keine Sportler entsenden konnte.

## Leben
Marial gehört dem Volk der Dinka an. Im Bürgerkrieg verlor er nach eigenen Angaben 28 Familienmitglieder, unter anderem starben acht seiner zehn Brüder. Im Alter von zehn Jahren wurde Marial von Bewaffneten verschleppt und in ein Arbeitslager im Norden Sudans verbracht. Nach seiner Flucht wurde er 1995 erneut entführt und ein Jahr lang zur unbezahlten Arbeit in der Familie eines Soldaten gezwungen. 1999 gelangen ihm und seiner Schwester die Flucht nach Ägypten. Marial erreichte am 19. Juli 2001 die USA. Dort wurde er in der Folge als Flüchtling anerkannt und erhielt eine unbegrenzte Aufenthaltserlaubnis. An der Iowa State University schloss er 2011 ein Chemiestudium ab. Im Oktober 2011 erfüllte er mit einer Zeit von 2 Stunden 14 Minuten und 32 Sekunden die Olympianorm. Das IOC bot Marial zunächst an, vom NOK des Sudan als Teilnehmer entsandt zu werden, was er jedoch ablehnte. Neun Monate lang versuchte er, die Aufnahme als unabhängiger Athlet zu erreichen, bevor das IOC am 21. Juli 2012 seinem Antrag stattgab.

## Marathonergebnisse
- San Diego, Rock n’ Roll Marathon, 3. Juni 2012: 2:12,55 (Persönliche Bestleistung)
- London, Marathon bei den Olympischen Spielen 2012, 12. August 2012: 2:19:32 h (Platz 47)